# Tour noire (Prague)
La Tour noire, en tchèque Černá věž, est une tour fortifiée à Prague, en Tchéquie. Elle est située dans le château de Prague.